# Johann-Sebastian Kühlborn

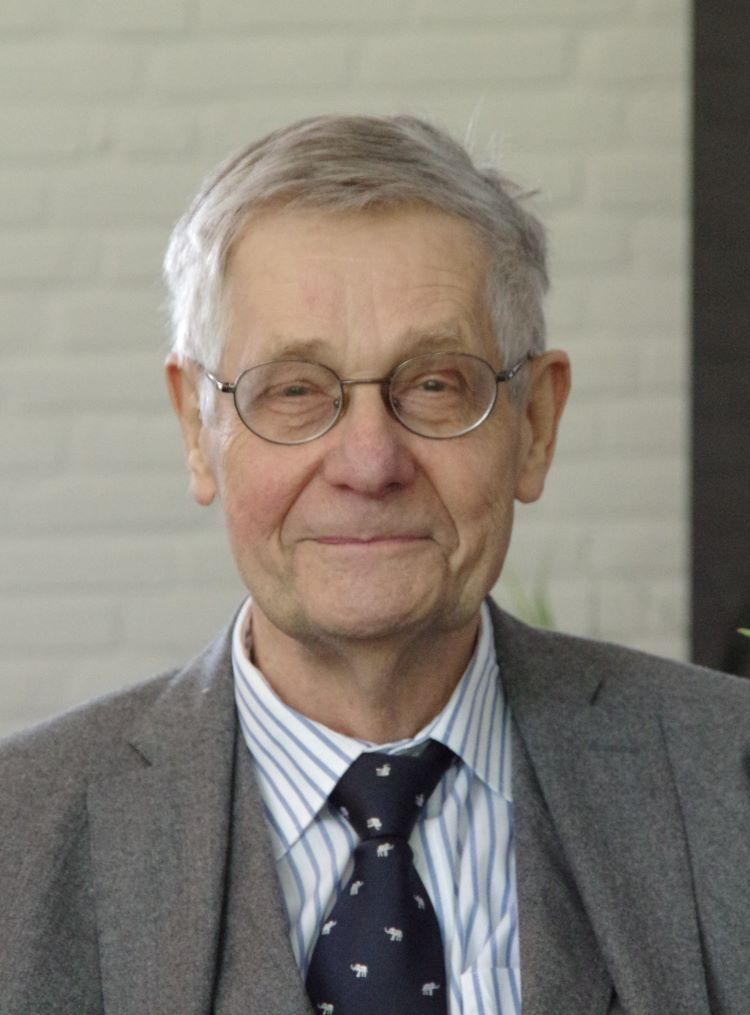
Johann-Sebastian Kühlborn (2024)

Johann-Sebastian Anton Ludwig Kühlborn (* 9. September 1943 in Berlin; † 6. August 2025 in Saerbeck) war ein deutscher Klassischer Archäologe, Provinzialrömischer Archäologe und Bodendenkmalpfleger.

## Werdegang
Kühlborn studierte Klassische Archäologie, Griechische Philologie, Alte Geschichte, Vorderasiatische Archäologie und Kunstgeschichte an den Universitäten in Frankfurt am Main, Heidelberg und München. 1975 promovierte er an der Universität Frankfurt mit einer Dissertation über kyprische Grabreliefs. Während des Studiums nahm er an Grabungen in Deutschland (Frankfurt am Main, Manching) und in der Türkei (Milet, Limyra) teil.
Von 1975 bis 1978 leitete Kühlborn die Ausgrabungen im Archäologischen Park Xanten. Von 1978 bis 2008 war er Leiter des provinzialrömischen Fachreferates im Amt für Bodendenkmalpflege bei der LWL-Archäologie für Westfalen. Kühlborn war unter anderem für die Ausgrabungen in den römischen Lippelagern Oberaden, Beckinghausen, Haltern, Holsterhausen und Anreppen verantwortlich.
1983 setzte er mit dem Start der systematischen Befliegung den Anfang der Luftbildarchäologie in Westfalen.
Johann-Sebastian Kühlborn war korrespondierendes Mitglied des Deutschen Archäologischen Instituts, Mitglied und seit 2015 stellvertretender Vorsitzender der Altertumskommission für Westfalen und Ehrenmitglied des Vereins für Altertumskunde und Heimatpflege Haltern am See e. V. Von 1981 bis 1995 war er Lehrbeauftragter für Provinzialrömische Archäologie und Grabungswesen an der Universität Münster. Von 2011 bis 2023 war Kühlborn Vorsitzender der Gesellschaft zur Förderung der Archäologie in Ostwestfalen e. V. und Herausgeber der Zeitschrift Archäologie in Ostwestfalen. Im Oktober 2023 trat Johann-Sebastian Kühlborn vom Amt des 1. Vorsitzenden zurück, war aber weiterhin im Vorstand als Schatzmeister vertreten.
Kühlborn war verheiratet und hatte drei Kinder.

## Schriften
- mit Daniel Berenger und Stephan Berke: Luftbildarchäologie in Westfalen (= Westfalen im Bild. Reihe Archäologische Denkmäler in Westfalen. Heft 4). Landesbildstelle Westfalen, Münster 1989.
- unter Mitarbeit von Siegmar von Schnurbein: Das Römerlager in Oberaden. Teil: 3: Die Ausgrabungen im nordwestlichen Lagerbereich und weitere Baustellenuntersuchungen der Jahre 1962-1988 (= Bodenaltertümer Westfalens. Band 27). Aschendorff, Münster 1992, ISBN 978-3-402-05140-5.
- Germaniam pacavi – Germanien habe ich befriedet. Archäologische Stätten augusteischer Okkupation. Münster 1995.
- Rom auf dem Weg nach Germanien: Geostrategie, Vormarschtrassen und Logistik. Münster 2008.
- Oberaden, Stadt Bergkamen, Kreis Unna und Beckinghausen, Stadt Lünen, Kreis Unna (= Römerlager in Westfalen. Heft 3). Altertumskommission für Westfalen, Münster 2008 (PDF).
- Anreppen, Stadt Delbrück, Kreis Paderborn (= Römerlager in Westfalen. Heft 4). Altertumskommission für Westfalen, Münster 2009 (PDF).
- Römer im Paderborner Land. Anreppen, das Hauptquartier des Tiberius. In: Führer zur Vor- und Frühgeschichte der Hochstiftkreise Paderborn und Höxter, Band 3. Marsberg 2014, ISBN 978-3-932610-51-6, S. 1–42.
- Das römische Uferkastell Beckinghausen, 1996 (PDF; 383 kB)